# Coup de poing crocheté de contre-attaque
Le coup de poing crocheté de  contre-attaque (en anglais check-hook) est un coup porté généralement en fin d’attaque adverse. Il atteint la cible lors d’un moment de relâchement ou de fatigue adverse ce qui occasionne un traumatisme d’autant plus important. Le cas de figure le plus fréquent correspond au combattant agressif se jetant (ruade) sur l’adversaire à l’image d’un taureau sur le toréador et qui reçoit, après un petit pas de côté, l’estocade finale. 
Il peut être porté également sur avancée adverse ou durant le développement de l’attaque adverse. Dans ce cas, on parle de contre en check-hook.

## Illustration en boxe anglaise
En boxe, il appartient aux athlètes ayant le sens de l’opportunité. Gestuellement, il s’agit d’un coup de poing crocheté (crochet). Très souvent, le check-hook est exécuté à l’amble c’est-à-dire avec sur le pied d’appui du même côté que le bras de frappe. L’ensemble du corps pivote sur la jambe avant d’un demi-tour (appelé « pas de valse ») et le coup est délivré dans le même sens de rotation que le pivot.
C’est un coup difficile à réaliser et dans l’histoire de la boxe professionnelle, on relève peu d’athlètes ayant réussi cet exploit. Le boxeur américain Floyd Mayweather a parfaitement réussi cette technique lors de son championnat du monde WBC des poids des welters (mi-moyens) en décembre 2007 à la 10e reprise face au britannique Ricky Hatton. Ce dernier a été « cueilli » en crochet sur sa progression avant (dans un moment de fatigue) et « envoyé au tapis » pour le compte.

## Vidéos
- Muay Thai: Wells vs. Beecher Mulberry 8
- Floyd Mayweather Vs. Ricky Hatton : know-down au 10e round avec un check-hook